# 俄尔彝族乡
俄尔彝族乡，是中华人民共和国四川省甘孜藏族自治州九龙县曾经下辖的一个民族乡。2019年12月，撤销俄尔彝族乡、三垭彝族乡，设立三垭镇。

## 行政区划
俄尔彝族乡撤销前下辖以下地区：
俄尔村、达堡子村和洼铺子村。